# Brachirus heterolepis
Brachirus heterolepis är en fiskart som först beskrevs av Bleeker, 1856.  Brachirus heterolepis ingår i släktet Brachirus och familjen tungefiskar. Inga underarter finns listade.